# Gustave Heuzé
Pour les articles homonymes, voir Heuzé.
Gustave Heuzé est un agronome français, enseignant à Grignon et à l'institut agronomique de Paris, inspecteur général honoraire de l'agriculture, connu pour ses ouvrages liés à son enseignement, né à Paris le 16 septembre 1816 et mort à Versailles le 18 avril 1907.

## Biographie
Élève de l'École d'agriculture de Grignon en 1837, il prend, en 1840, la direction de l'École de Grand-Jouan. Puis devient professeur d'agriculture à l'École nationale d’agriculture de Grignon en 1849
De 1850 à 1868, à Grignon, il assure un cours d'agriculture pratique dont les résumés deviennent des livres de référence, et le restent encore aujourd'hui pour partie malgré l'évolution des techniques.
L'histoire naturelle l'emporte sur la chimie et la mécanique. Son ambition est de délivrer un enseignement concret et pragmatique aidant l'agriculteur dans l'étude de ses terres et des assolements les plus adaptés. Et de préciser  les caractères distinctifs des principales plantes de grande culture.
Il devient ensuite professeur à l'Institut agronomique de Paris, lors de la fondation de cet établissement.
Il intervient dans toutes les expositions universelles. En 1862, il est chargé des rapports sur les plantes fourragères. En 1867, de ceux sur les plantes alimentaires. En 1878, il se consacre aux céréales, aux produits farineux, et aux fruits et les légumes. En 1874, à Vienne, il dresse une synthèse sur l'agriculture française.
En 1880, il est nommé inspecteur général de l'agriculture.

## Publications principales
- La France agricole (Atlas). Texte intégral sur le site de la Maison des sciences de l'homme de l'Université de Caen.
- Le Cours d'agriculture pratique, composé de IX sections et d'autant de livres :
  - I : Géographie - Météorologie - Agrologie. Devenu ultérieurement : Les climats, les régions et les terrains, puis La France agricole.
  - II : Matières fertilisantes. 1857, 3e édition, Librairie L. Hachette, 693 pages. Texte intégral.
  - III : La pratique de l'agriculture.
  - IV : Pâturages et prairies naturelles. Données non disponibles
  - V : Les plantes fourragères. 1861, 3e édition, Librairie L. Hachette, 584 pages. Texte intégral.
  - VI : Plantes alimentaires. Les Plantes céréales (Tomes I et II); Les Plantes légumières (Tome III); Les Plantes alimentaires des pays chauds (Tome IV)
  - VII : Les plantes industrielles (en deux volumes). Volume I : 1859, Librairie L. Hachette, 378 pages. Texte intégral. Volume II.
  - VIII : Les assolements et les systèmes de culture. 1862, Librairie L. Hachette, 534 pages. Texte intégral.
  - IX : Arbres et arbustes fruitiers de grande culture.

## Distinctions
- Chevalier de la Légion d'honneur, le 16 août 1862,
- Officier de la Légion d'honneur, le 7 juillet 1887[2].

## Arts
En 1885, le sculpteur Ferdinand Taluet réalise son buste en plâtre qu'il expose au Salon de 1886. L’œuvre est conservée au musée des Beaux-Arts d'Angers,.